# Браштон (Нью-Йорк)
Браштон (англ. Brushton) — селище (англ. village) в США, в окрузі Франклін штату Нью-Йорк. Населення — 443 особи (2020).

## Географія
Браштон розташований за координатами 44°49′50″ пн. ш. 74°30′43″ зх. д. / 44.83056° пн. ш. 74.51194° зх. д. (44.830681, -74.511908).  За даними Бюро перепису населення США в 2010 році селище мало площу 0,72 км², уся площа — суходіл.

## Демографія
Згідно з переписом 2010 року, у селищі мешкали 474 особи в 212 домогосподарствах у складі 118 родин. Густота населення становила 662 особи/км².  Було 241 помешкання (337/км²).
Расовий склад населення:
| - 96,8 % — білих - 1,5 % — корінних американців |

До двох чи більше рас належало 1,7 %. Частка іспаномовних становила 0,6 % від усіх жителів.
За віковим діапазоном населення розподілялося таким чином: 23,4 % — особи молодші 18 років, 59,7 % — особи у віці 18—64 років, 16,9 % — особи у віці 65 років та старші. Медіана віку мешканця становила 39,8 року. На 100 осіб жіночої статі у селищі припадало 95,9 чоловіків;  на 100 жінок у віці від 18 років та старших — 91,1 чоловіків також старших 18 років.
Середній дохід на одне домашнє господарство  становив 51 091 долар США (медіана — 42 500), а середній дохід на одну сім'ю — 66 953 долари (медіана — 59 063). За межею бідності перебувало 28,5 % осіб, у тому числі 28,4 % дітей у віці до 18 років та 3,8 % осіб у віці 65 років та старших.
Цивільне працевлаштоване населення становило 188 осіб. Основні галузі зайнятості: публічна адміністрація — 21,3 %, освіта, охорона здоров'я та соціальна допомога — 19,7 %, виробництво — 9,6 %, роздрібна торгівля — 8,0 %.